# محمدجواد تندگویان
محمد جواد تندگویان (زاده ۲۲ خرداد ۱۳۲۹ – درگذشته نامعلوم) سیاست‌مدار و مدیر اجرایی ایرانی بود، که در دولت اول دوره کوتاهی، مسئولیت وزارت نفت را برعهده داشت.
وی در آبان ۱۳۵۹ در ابتدای جنگ ایران و عراق، در مسیر بازدید از پالایشگاه آبادان و در جاده ماهشهر به آبادان به اسارت نیروهای ارتش عراق درآمد و پس از مدتی نامعلوم، درگذشت.

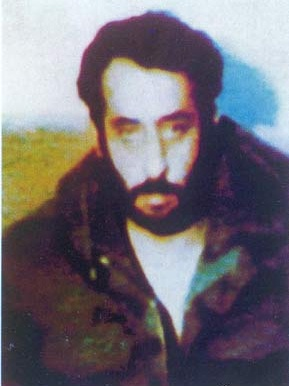
تصویری که پرسنل ارتش عراق پس از دستگیری از تندگویان گرفته‌اند

تندگویان دانش‌آموخته کارشناسی مهندسی نفت از دانشکده نفت آبادان و کارشناسی ارشد مدیریت صنعتی از مرکز مطالعات مدیریت ایران بود. از سوابق مدیریتی وی می‌توان به مدیرعاملی شرکت پارس توشیبا و سرپرستی مناطق نفت‌خیز اشاره کرد.

## زندگی‌نامه

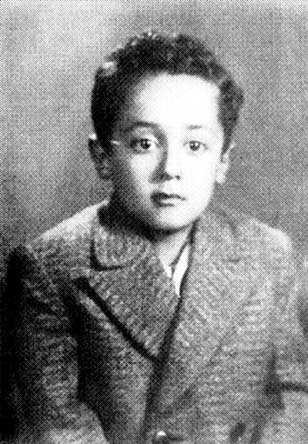
تندگویان در کودکی

محمدجواد تندگویان در تاریخ ۲۲ خرداد ۱۳۲۹ در محله خانی آباد، تهران زاده شد. پدر او جعفر تندگویان، یک مغازه کفاشی در میدان بهارستان داشت. نزدیکی مغازه جعفر تندگویان به مجلس شورای ملی باعث شده بود، که او در جریان‌های سیاسی حضور داشته باشد. پدر تندگویان از هواداران محمد مصدق بود.
محمد جواد تندگویان در سال ۱۳۳۶ به مدرسه رفت و تا سال ۱۳۴۱ دوره دبستان را به پایان برد. در سال ۱۳۴۲ با ثبت‌نام در مدرسه جعفری اسلامی وارد دوره دبیرستان شد. تندگویان در سال ۱۳۴۶ مدرک دیپلم خود را اخذ کرد. او پس از تحصیل توانست امتیاز لازم استفاده از سهیمه بورسیه بانک ملی ایران برای اعزام به خارج از کشور را به‌دست‌آورد، اما پس از مصاحبه، از این فهرست کنار گذاشته‌شد.

## دوران دانشجویی

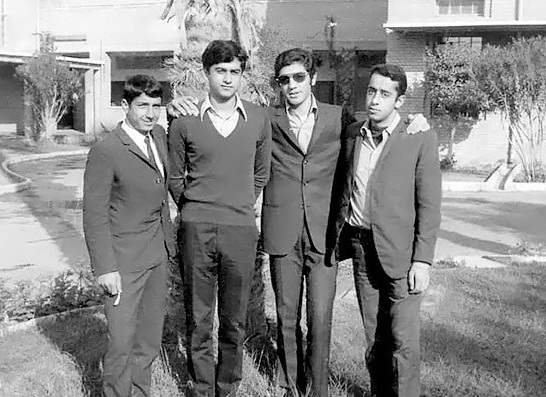
تندگویان در دوران دانشجویی (نفر سمت راست)

محمدجواد تندگویان در نیم‌سال اول سال تحصیلی ۱۳۴۸–۱۳۴۷ به عنوان دانشجوی دوره کارشناسی رشته مهندسی نفت گرایش پالایش، وارد دانشکده نفت آبادان شد. به‌گفته احمد اجل‌لویان، از هم دانشگاهیان وی، تندگویان از دانشجویان ممتاز دانشکده نفت و فردی بذله‌گو و خوش‌مشرب بود، که در فن خطابه مهارت داشت. او پس از مدت کوتاهی به انجمن اسلامی دانشجویان پیوست و از اعضای فعال این انجمن شد.
تندگویان و دوستانش در انجمن اسلامی چهره‌هایی مانند علی شریعتی، مرتضی مطهری، عباس لطفیان سرگزی، محمدتقی جعفری و محمود فرشچیان را به دانشکده خود دعوت کردند و سخنرانی‌هایی برای آن‌ها ترتیب دادند. تندگویان در کتابخانه دانشکده نیز فعال بود و در تدوین کتاب «چهار زندان انسان» که پیاده‌شده سخنرانی‌های علی شریعتی در دانشکده نفت آبادان، از روی نوار کاست بود، مشارکت داشت. در نامه‌ای که اداره ساواک آبادان در تاریخ ۳۰ فروردین ۱۳۵۰ برای دفتر مرکزی سازمان ساواک در تهران نوشت، آمده است:
به تازگی چند نفر به سرکردگی محمد جواد تندگویان، به دلایلی که اعمالشان بی‌تأثیر از دانشجویان دانشگاه‌های دیگر مثل دانشگاه پلی‌تکنیک تهران نیست، پای سخنرانانی مثل علی شریعتی، سید عبدالکریم هاشمی‌نژاد و فخرالدین حجازی را به دانشگاه آبادان، بازکرده‌اند و علیه ریاست دانشگاه، شایعه‌پراکنی می‌کنند.
فاطمه تندگویان، خواهر محمد جواد تندگویان، شخصیت وی را این‌گونه تشریح می‌کند:
او به‌طور کلی با هیچ گروه سیاسی ارتباط خاصی نداشت و شخصیتی چند بُعدی داشت. کتاب‌های علی شریعتی، مرتضی مطهری، محمدتقی جعفری و محمدحسین طباطبایی را با دقت مطالعه و پیگیری می‌کرد و در میان سیاست‌مداران، به مهدی بازرگان و یدالله سحابی علاقه‌مند بود. از یک‌سو با جریان‌های روشنفکری فعالیت می‌کرد و برای جریان فکری شریعتی و حسینیه ارشاد در آبادان تبلیغ می‌نمود و از سوی دیگر، با جریان کارگری، قشر مسجدی و مذهبی سنتی نیز همراه بود.
محمدجواد تندگویان در سال ۱۳۵۱ در رشته مهندسی نفت گرایش پالایش، از دانشکده نفت آبادان فارغ‌التحصیل شد.

## دوران سربازی

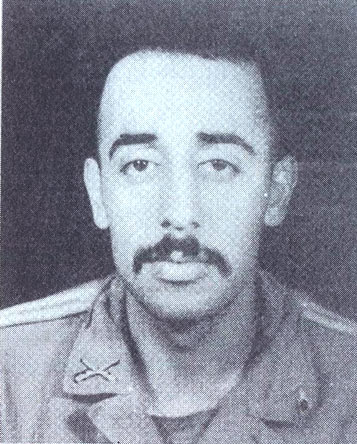
تندگویان با لباس فرم سربازی

تندگویان پس از پایان تحصیلات دانشگاهی، در سال ۱۳۵۱ برای گذراندن دوران خدمت سربازی، در پالایشگاه تهران، با درجه سروانی، مشغول به کار شد. او در شهریور ۱۳۵۲ ازدواج کرد و ۲ ماه بعد از تهران به آبادان منتقل شد و به عنوان سرباز مهندس، در پالایشگاه آبادان به فعالیت ادامه داد. وی بار دیگر فعالیت در انجمن اسلامی دانشکده نفت آبادان را از سر گرفت، اما پس از مدت کوتاهی، تظاهراتی اعتراضی از سوی دانشجویان دانشکده نفت اتفاق افتاده بود، که رئیس وقت دانشکده او را به عنوان عامل اغتشاش، به ساواک معرفی نمود و نهایتاً از پالایشگاه آبادان اخراج شد. در نامهٔ رسمی اداره ساواک آبادان به تهران به تاریخ ۱ آبان آمده بود:
به خدمت سربازی محمد جواد تندگویان با درجه سروانی در شرکت نفت آبادان خاتمه داده شد و او با سمت سرباز صفر، مابقی خدمت را در قسمت پشتیبانی منطقه ۲ شیراز سپری خواهد کرد.
تندگویان در تاریخ ۱۳ آبان ۱۳۵۲ دستگیر شد. خانواده او تا ۴ ماه پس از دستگیری‌اش، از وضعیت وی بی‌اطلاع بودند. تندگویان به کمیته مشترک ضدخرابکاری برده شد و در آن‌جا تحت شکنجه قرار گرفت. وی حدوداً ۷ ماه در زندان انفرادی بود. دادگاه پس از چندی او را به یک سال حبس (با احتساب مدت بازداشت) محکوم کرد و با به پایان رسیدن مدت محکومیت، در آبان ۱۳۵۳ آزاد شد. او در زندان با حسینعلی منتظری ملاقات کرده بود و هم‌بند بهزاد نبوی بود. تندگویان پس از آزادی از زندان، به سرباز صفری تنزل درجه یافت و برای ادامه سربازی به شیراز اعزام شد.

## ازدواج و خانواده

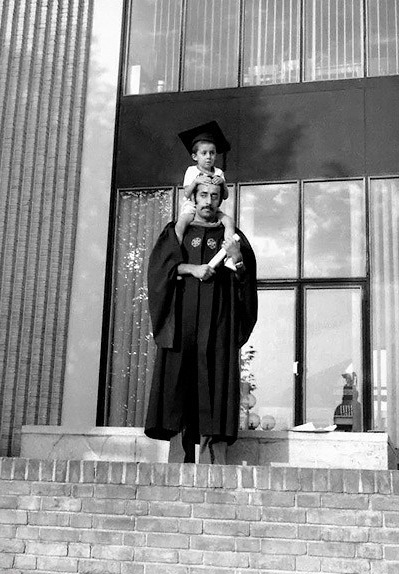
تندگویان و فرزندش محمدمهدی در مراسم دانش‌آموختگی

محمد جواد تندگویان در سال ۱۳۵۲ با بتول برهان اشکوری (متولد ۱۳۳۴) ازدواج کرد. در زمان ازدواج، تندگویان در پالایشگاه تهران سرباز بود و همسرش در سال دوم دبیرستان تحصیل می‌کرد. از او ۴ فرزند به نام‌های محمدمهدی تندگویان، هاجر، مریم و هدی باقی مانده است. او به فیلم زنده‌باد زاپاتا! علاقه بسیاری داشت.

## سوابق شغلی
پس از پایان خدمت سربازی از شیراز، به تهران بازگشت. وی به‌دلیل سوءپیشینه، نمی‌توانست در مراکز دولتی کار کند. سپس به رشت رفت و در شرکت پارس توشیبا (پارس خزر) شروع به کار کرد. تندگویان از سال ۱۳۵۴ تا ۱۳۵۶ مدیر تولید شرکت پارس توشیبا بود. وی در سال ۱۳۵۶ در مقطع کارشناسی ارشد مدیریت صنعتی در مرکز مطالعات مدیریت ایران پذیرفته شد و در ۱۳۵۷ با دریافت مدرک خود به شرکت پارس توشیبا بازگشت.
پس از وقوع انقلاب ۱۳۵۷، مدیرعامل شرکت پارس توشیبا شد. در ابتدای انقلاب که پاک‌سازی مدیران در حال اجرا بود، تندگویان به اتهام هواداری از حزب توده تا آستانه برکناری از مدیرعاملی شرکت پارس توشیبا پیش رفت، ولی در نهایت، تا آذر ۱۳۵۸ در این سمت فعالیت کرد.
وی در اواسط سال ۱۳۵۸ توسط علی‌اکبر معین‌فر نخستین وزیر نفت، دعوت به‌کار در وزارت نفت شد و به عنوان قائم‌مقام رئیس پالایشگاه آبادان منصوب گردید. محمد جواد تندگویان در تیر ۱۳۵۹ از سوی علی‌اکبر معین‌فر به مدیریت مناطق نفت‌خیز منصوب شد و تا مهر ۱۳۵۹ سکان هدایت بزرگ‌ترین تولیدکننده نفت و گاز کشور را در دست داشت.

## وزارت نفت

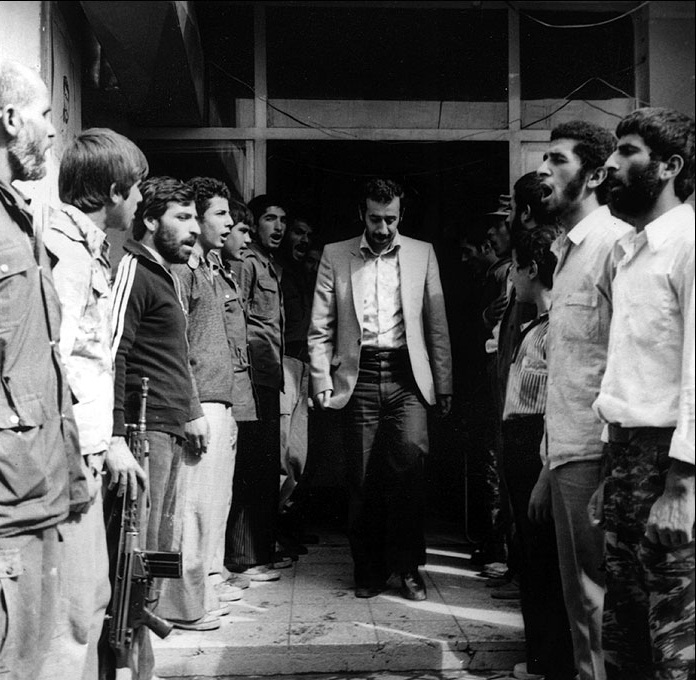
بازدید تندگویان پس از وزارت از روستای امین‌آباد در استان خوزستان

زمانی که محمدعلی رجایی؛ نخست‌وزیر و ابوالحسن بنی‌صدر؛ رئیس‌جمهور وقت، قصد داشتند وزیر نفت جدید را انتخاب کنند، تندگویان سرپرست مدیریت مناطق نفت‌خیز، که مهم‌ترین زیرمجموعه شرکت ملی نفت ایران به‌شمار می‌آمد، بود و به دلیل عملکردش به عنوان یکی از گزینه‌های وزارت نفت مطرح شد. وی در تاریخ ۳ مهر ۱۳۵۹ توسط محمدعلی رجایی در جلسه علنی به مجلس شورای اسلامی معرفی شد. در جلسهٔ رأی اعتماد، علی آقامحمدی به عنوان مخالف و علی موحدی ساوجی به عنوان موافق سخنرانی کردند. همچنین علی‌اکبر معین‌فر و محمدعلی رجایی دربارهٔ سوابق وی، توضیحاتی به نمایندگان دادند. تندگویان از مجموع ۱۷۶ رأی اخذ شده، با ۱۵۵ رأی موافق، ۱۸ رأی ممتنع و ۳ رأی مخالف، از مجلس وقت رأی اعتماد دریافت کرد و رسماً به عنوان وزیر نفت برگزیده شد. چند روز پیش از شروع فعالیت وی به عنوان وزیر نفت، جنگ ایران و عراق آغاز شده بود و نخستین اقدام تندگویان در جایگاه وزیر نفت، سازماندهی کارکنان وزارت نفت و شرکت‌های تابعه، برای حفاظت از تأسیسات نفتی مستقر در استان خوزستان بود.

## اسارت
محمد جواد تندگویان در تاریخ ۹ آبان ۱۳۵۹ درحالی‌که حدوداً یک ماه از دوره وزارتش می‌گذشت، برای بازدید از پالایشگاه آبادان، عازم جنوب بود، که در جادهٔ ماهشهر به آبادان به همراه معاون و دیگر همراهانش، به اسارت نیروهای ارتش عراق درآمد و به زندان‌های اسیران ایرانی منتقل شد. به نقل از برخی اسیران، وی تا مدت‌ها پس از شکست حصر آبادان (مهر ۱۳۶۰) و آزادسازی خرمشهر (خرداد ۱۳۶۱) نیز زنده بود. اما از چگونگی وضعیت اسارت و نحوه درگذشت او در اردوگاه‌های اسرا، اطلاعات دقیقی در دست نیست.
تلویزیون عراق پس از به اسارت درآمدن تندگویان، در برنامه‌های خود اعلام می‌کرد: اکنون ایرانی‌ها نه وزیر نفت دارند و نه نفت. دولت ایران تا یک سال به امید بازگشت تندگویان، از معرفی وزیر نفت جدید به مجلس، خودداری کرد. در آن دوران کالردون برتی وزیر نفت ونزوئلا برای رفتن به عراق و دیدار همتای ایرانی خود در زندان، اعلام آمادگی کرد، که دولت عراق نپذیرفت.

## درگذشت
اکبر هاشمی رفسنجانی در کتاب خاطرات سال ۱۳۶۹ خود (پس از آغاز تبادل اسرا) می‌نویسد:
آقای بشارتی تلفنی گفت عراقی‌ها توسط صلیب سرخ اطلاع داده‌اند که آقای تندگویان در سال ۱۳۶۸ فوت کرده است.
فهمی القیسی مسئول اداره‌ی قربانیان جنگ در نظام صدام می‌گوید محمدجواد تندگویان وزیر نفت ایران با پارچه‌ی حاشیه‌ی پتوی خود در زندان خودکشی کرده است و حتی جسد او نیز برای حسن نیت به ایرانیان تحویل داده شده است.
سرانجام پیکر وی در ابتدای سال ۱۳۷۰ به ایران بازگردانده و در تاریخ ۲۹ آذر ۱۳۷۰ در بهشت زهرا به خاک سپرده شد.